# 中牟田健一
中牟田 健一（なかむた けんいち、1947年5月7日 - ）は、日本の経営者。岩田屋社長、会長を務めた後、福岡インターナショナルスクールExecutive Director（2002年から2013年）であった。

## 経歴
福岡県出身。1970年に慶應義塾大学経済学部を経て、1973年にノースウエスタン大学大学院修士課程を修了し、同年9月にソニー商事に入社。1977年に岩田屋に転じ、1981年5月に取締役に就任し、1982年5月に常務、1985年5月に専務を経て、1989年5月に社長に就任し、2002年5月までに務めた。